# Дука (историк)
Дука (греч. Δούκας — Дукас; ок. середины 1390-х — после 1462) — греческий историк, автор «Византийской истории», описывающей последний этап существования ромейского государства и завоевание его османами.

## Биография
Сведения о жизни и происхождении Дука, извлекаемые из его сочинения, крайне лаконичны. Известно, что его дед Михаил Дука после восстания в Константинополе против Алексея Апокавка вынужден был, как сторонник Иоанна Кантакузина, эмигрировать. Летом 1345 года он бежал из Константинополя в сельджукский Эфес, где поселился, занимаясь врачебной практикой. Видимо, там же пережил нашествие Тамерлана 1402 года и его отец.
Год рождения предположительно, приходится на середину 1390-х. После 1415 года он занимал должность личного секретаря сына генуэзского дожа Джорджио Адорно Джованни, который был подеста Новой Фокеи и арендатором местных квасцовых копей. После 1423 года, когда Джованни Адорно умер или уехал обратно в Геную, Дука в качестве личного секретаря и дипломата, хорошо знающего турецкий, греческий и итальянский языки, поступил на службу к генуэзским владетелям Лесбоса Гаттилузио и поселился в Митилене.

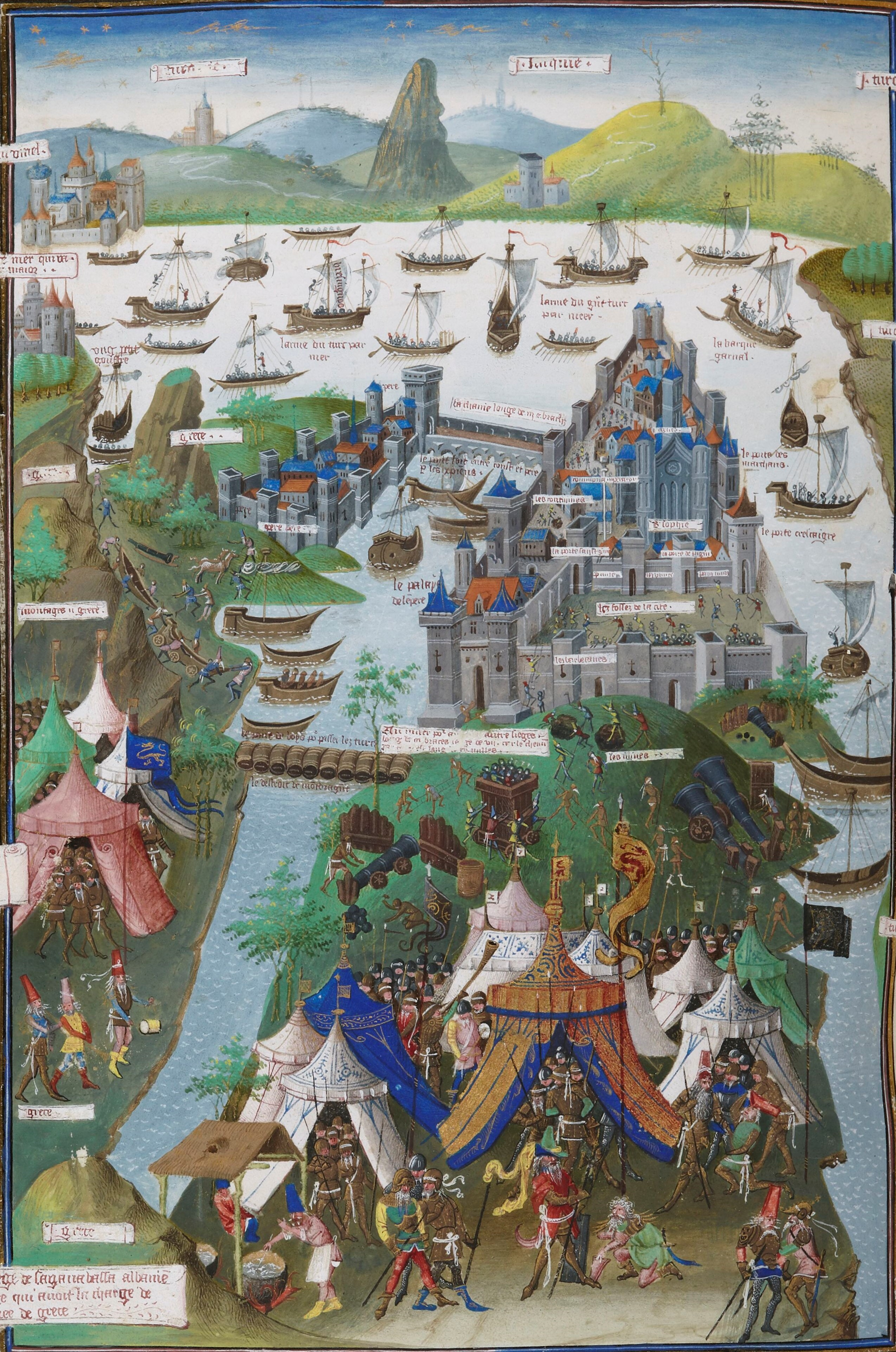
Осада Константинополя на французской миниатюре 1455 года

Между 1452 и 1456 годами, в период осады и падения Константинополя, Дука совершил по делам Гаттилузио пять дипломатических поездок в резиденции османского султана Мехмеда II (в Дидимотику, Адрианополь, болгарскую Излату и несколько раз в Константинополь). Что случилось с Дука после 1462 года, когда Митилена была захвачена турками, достоверно неизвестно. Но исходя из того, что перевод «Истории» на итальянский язык появился после 1462 года в Венеции, предполагается, что историк бежал из Митилены в этот итальянский город, где и скончался после 1462 года.

## «Византийская история»
«Византийская история», сохранившаяся в греческих списках и в переводе на староитальянский — это капитальный труд, состоящий из 45 глав. Изложение начинается с 1341 года, с момента смерти императора Андроника III, и доходит до 1462 года, когда османами были захвачены Митилена и Лесбос, где жил Дука. Подробно описываются события лишь с 1391 года, в частности, нашествие Тамерлана, восстание Бёрклюдже Мустафы (1416—1418) и др. Собирая материал о восстании, Дука совершил поездку на остров Хиос, побывав в монастыре Турлоти, где общался с неким монахом, участником восстания и другом Мустафы. После 1421 г. описание ведётся на основе личных впечатлений историка или со слов очевидцев с привлечением греческих, итальянских и турецких документов. Особое место занимает рассказ об осаде и разгроме Константинополя в 1453 году. Не являясь очевидцем этого события, Дука сообщает о нём на основании тщательно проверенных показаний и свидетельств участников, в том числе и самих турок.
Дука характеризуется как осведомлённый и осторожный историк. Аристократ по своим убеждениям, он презрительно и враждебно относился к простонародью. Прожив почти всю жизнь среди генуэзцев, являлся сторонником унии церквей.